# Francesco Serlupi Crescenzi
Francesco Serlupi Crescenzi (Roma, 26 de outubro de 1755 - Roma, 6 de fevereiro de 1828) foi um cardeal do século XIX

## Biografia
Nasceu em Roma em 26 de outubro de 1755. Da família patrícia do marquês Serlupi Crescenzi, inscrito no patriciado romano pelo Papa Bento XIV com a bula Urbem Romam de 4 de janeiro de 1746. Sobrinho-neto do cardeal Mario Millini (1747).
Estudou direito em Roma (nenhuma outra informação educacional encontrada).
Suplementar camareiro particular, abril de 1777. Proferiu a oração fúnebre do rei D. José I de Portugal em maio de 1777, na capela Sistina. Enviado como enablegato a Portugal para trazer o barrete vermelho ao Cardeal Fernando de Sousa e Silva, em junho de 1778. Ingressou na prelatura romana como prelado doméstico e referendário dos Tribunais da Assinatura Apostólica de Justiça e da Graça em 17 de agosto de 1780; eleitor durante o pontificado do Papa Pio VI. Relator da Congregação do Bom Governo, dezembro de 1780. Vigário de S. Maria ad Martyres, Roma, março de 1782. Eleitor do Tribunal da Assinatura Apostólica, janeiro de 1787. Nomeado auditor da Sagrada Rota Romana antes de 13 de agosto de 1800, após a primeira restauração do governo papal em Roma; assumiu suas funções em 16 de abril de 1801 e prestou juramento em 4 de maio de 1801. Sacerdócio. Ordenado em 4 de maio de 1801. Escolhido pelo cardeal Romoaldo Braschi como vigário da patriarcal basílica vaticana antes de 2 de janeiro de 1808. Após a invasão napoleônica de Roma e as sucessivas prisões de Francesco Guidobono Cavalchini, governador da cidade, e de Tommaso Arezzo, pró-governador, foi nomeado pró-governador de Roma, em 24 de setembro de 1808; ocupou o cargo até 6 de julho de 1809, quando o Papa Pio VII foi destituído; removido pelos franceses; enviado para a Córsega e preso por três anos; alimentado apenas com pão por 82 dias. Após a segunda restauração do governo papal em Roma, ele retornou ao seu posto na Sagrada Rota Romana e, em 15 de maio de 1814, foi nomeado membro da congregação das propriedades eclesiásticas. Consultor da SC dos Ritos em 1814. Membro da congregação ad referendumpara a indenização dos compradores de propriedades eclesiásticas, 22 de julho de 1816. Decano dos auditores da Sagrada Rota Romana, 28 de julho de 1817. Consultor da SC do Santo Ofício antes de 30 de agosto de 1817.
Criado cardeal sacerdote no consistório de 10 de março de 1823; recebeu o chapéu vermelho em 13 de março de 1823; e o título de S. Prassede, 16 de maio de 1823. Participou do conclave de 1823, que elegeu o Papa Leão XII. Membro da SC Consistorial, 21 de abril de 1825.
Morreu em Roma em 6 de fevereiro de 1828. Exposto na igreja de S. Maria in Aracoeli, Roma, onde teve lugar o funeral, e sepultado no túmulo da sua família na capela Santissima Concezione , nessa mesma igreja.